# Ronan Pluijmen
Ronan Pluijmen (thailändisch โรนัน เปลยจ์เมน, * 26. Juni 2003 in Heerlen) ist ein thailändisch-niederländischer Fußballspieler.

## Karriere

### Verein
Der Abwehrspieler erlernte das Fußballspielen in den Jugendmannschaften von Fortuna Sittard. Dort saß er ab der Saison 2020/21 auch mehrmals bei den Profis auf der Bank, doch zu einem Einsatz kam es dabei nicht. Im Sommer 2022 unterschrieb Pluijmen einen Vertrag beim thailändischen Erstligisten Muangthong United. Sein Debüt für den Verein aus Pak Kret gab er am 4. Februar 2023 (18. Spieltag) im Auswärtsspiel gegen den Sukhothai FC. Bei der 2:1-Niederlage wurde er in der 87. Minute für Suporn Peenagatapho eingewechselt. Nach drei Erstligaeinsätzen kehrte er im Juli 2023 in die Niederlande zurück. Hier nahm ihn der Roda JC Kerkrade aus Kerkrade unter Vertrag. Bei Kerkrade kommt er in der U21 zum Einsatz.

### Nationalmannschaft
Am 9. September 2022 gab Pluijmen im Testspiel gegen Hongkong (2:0) sein Debüt für die thailändische U-20-Nationalmannschaft. Anschließend bestritt er noch zwei weitere Partien während des Qualifikationsturniers zur Asienmeisterschaft im Oman, wo man sich als Gruppenzweiter für die Endrunde qualifizieren konnte.